# XHFAMX-TDT
XHFAMX-TDT es una estación de televisión comercial mexicana con sede en la Ciudad de México. La estación esta concesionada para servir a la Ciudad de México y su área metropolitana a través del canal 28, utilizando el canal 8.1 virtual.
Originalmente concesionada a Francisco de Jesús Aguirre Gómez (quien fuera director general de Grupo Radio Centro de 1999 a 2019), de 2019 a 2022, junto con la estación XHRED-FM 88.1 de la Ciudad de México, se le conoció como La Octava.
Desde junio de 2022, la estación pasó a manos de Grupo Andrade; actualmente transmite los canales Heraldo Televisión, 8.2 TV, Unife y Anesma.

## Historia

### Licitaciones y lanzamiento
El 7 de marzo de 2014, como parte de la Ley Federal de Telecomunicaciones y Radiodifusión promulgada por el presidente de México, Enrique Peña Nieto, se publican las bases de la Licitación IFT-1, la cual tenía como fin la creación de dos cadenas de televisión terrestre digital (TDT) con cobertura nacional. En la licitación IFT-1 participaron 3 empresas de medios en México: Centro de Información Nacional de Estudios Tepeyac, S.A. de C.V., filial de Organización Editorial Mexicana (OEM), editores de los periódicos La Prensa y El Sol de México (y que se retirarían en medio del proceso), Cadena Tres I, S.A. de C.V., filial de Grupo Imagen, quienes en ese momento habían formado una pequeña cadena de televisión de nombre Cadenatres, y Grupo Radio Centro S.A.B. de C.V. empresa presidida en ese momento por Francisco de Jesús Aguirre Gómez y que ya había participado en la televisión mexicana cuando en 1968 obtuvo la concesión para la estación XHDF-TV Canal 13 en la Ciudad de México, estación que fue expropiada por el gobierno mexicano y se convertiría en el pilar del proyecto de televisión de estado, Imevisión.
El 11 de marzo de 2015, se emitió el fallo con el cual se declararon los ganadores la Licitación IFT-1, resultando ganadoras las empresas Grupo Imagen y Grupo Radio Centro, obteniendo cada una la posibilidad de transmitir a través de una red de 123 estaciones cada una. En el caso de Grupo Radio Centro, como parte del proceso de licitación y que fue un factor importante para ganar la licitación, la empresa ofreció pagar al Instituto Federal de Telecomunicaciones el monto de 3 mil 58 millones de pesos como contraprestación de la concesión por las 123 estaciones de televisión, más de 3.5 veces el monto establecido como mínimo de referencia por el instituto y casi 2 veces lo ofrecido por el otro ganador, Grupo Imagen.
Sin embargo, Radio Centro fue incapaz de cumplir con el pago acordado y el 10 de abril de 2015, el IFT declaró desierta la licitación de las 123 estaciones, dejando sin efecto el fallo que le otorgaba a Grupo Radio Centro la concesión de la cadena de televisión, además de perder la cantidad de 415 millones de pesos que se entregaron al instituto como garantía de seriedad. Posteriormente, el IFT anunció que estas 123 estaciones formarían parte de un nuevo proceso de licitación en 2016. Por su parte, Francisco de Jesús Aguirre Gómez anunció en noviembre de 2016, que la empresa Radio Centro volvería a participar en la nueva licitación esperando que se volviera a licitar una cadena nacional.
A lo largo de 2016, el IFT reveló detalles de la forma en la que los 123 canales restantes de la licitación anterior serían licitados. Se añadieron 25 estaciones más y se ofrecieron en 148 lotes de una estación cada uno, a diferencia de la anterior en la que fueron 2 lotes de  123 estaciones cada uno.
El 28 de noviembre de 2016, inició el proceso de licitación conocido como IFT-6; ese día, comenzó el plazo para que los interesados presentaran sus ofertas al IFT, terminando el proceso el 14 de agosto de 2017, recibiendo ofertas únicamente para 32 de las 148 estaciones, siendo Grupo Radio Centro el ganador del lote 49 para operar un canal en la banda de UHF para servir a la Ciudad de México y su área metropolitana.
El 13 de noviembre de 2016, a diferencia de lo ocurrido con la licitación IFT-1, Radio Centro cumplió con el pago de la contraprestación de la concesión por un monto de 425.9 millones de pesos. Así, el 18 de diciembre de 2017, fue otorgada la concesión para la estación XHFAMX-TDT canal 28 a nombre de Francisco de Jesús Aguirre Gómez. El concesionario declaró que el canal se enfocaría principalmente a ofrecer una programación musical y noticiosa.
Los dos procesos de licitación fueron desgastantes para la radiodifusora. Tras incumplir con el pago de la cadena de televisión en 2015, Radio Centro obtuvo deudas para poder pagar lo requerido por el IFT y comenzó un proceso de reestructura. La empresa reportó grandes pérdidas, el 17 de diciembre de 2015, el edificio corporativo de Radio Centro fue vendido, varias estaciones de AM en la Ciudad de México dejaron de transmitir en 2017 por cuestiones técnicas, entre otros movimientos más.
En 2019, se empezarían a dar más detalles sobre el nuevo canal por parte de Francisco de Jesús Aguirre Gómez pero que serían contradictorios. En abril, Aguirre declararía en entrevista para Aristegui Noticias que el canal 8 (canal virtual asignado por el IFT en enero de 2019) saldría al aire en octubre de 2019 y que el IFT ya había autorizado la instalación y operación de su transmisor en el Cerro del Chiquihuite en la Ciudad de México, más otro de respaldo ubicado en el Pico Tres Padres en el Estado de México. Además de esto, Aguirre también afirmó con anterioridad que aprovecharía el derecho al acceso a la multiprogramación (subcanales digitales) y que no solo iniciaría con un canal sino con varios en la estación. Sin embargo, el 31 de junio de 2019, el IFT inscribió en el Registro Público de Concesiones, la autorización de los parámetros de operación de la estación, cuyo transmisor se ubicaría al este de la Ciudad de México, en la zona conocida como Villa Alpina en el municipio de Naucalpan, Estado de México. Ese mismo mes, Francisco de Jesús Aguirre se vio envuelto en una controversia tras declarar que la agencia de medición de audiencias de radio y televisión, INRA, era una asociación corrupta tras revelar datos que no favorecían a las estaciones de Grupo Radio Centro. Por su parte, representantes de INRA anunciaron que se demandaría a Francisco de Jesús Aguirre por difamación.
El 15 de mayo, se anunció que Francisco Aguirre dejaría la dirección de Grupo Radio Centro, siendo nombrado su hijo, Juan Aguirre Abdó, como nuevo director general de la radiodifusora. Así, Francisco Aguirre se dedicaría de tiempo completo a la administración de la estación de televisión, mientras que Juan Aguirre Abdó tomó la dirección de la empresa en junio.
Fue hasta el 10 de octubre de 2019, que se realizaría la presentación oficial del canal. Mediante un evento presidido por el director actual de Radio Centro, Juan Aguirre Abdó, se presentó como parte de una «plataforma multimedia» que incluirá, además del canal de televisión, una estación de radio y servicios digitales bajo la marca de La Octava, nombre que hace alusión al canal virtual de la estación de televisión y la frecuencia de la estación de radio que la acompañaría (XHFAMX-TDT 8.1 y XHRED-FM 88.1). También, se presentaron los estudios del canal, los cuales están ubicados en las antiguas oficinas de Radio Centro en el Centro Histórico de la Ciudad de México.
Durante el evento, se presentaron los conductores principales de sus programas noticiosos, así como una serie de programas dirigidos al público infantil y juvenil, producidos en asociación con el zoológico Africam Safari, como parte de su oferta de entretenimiento. Al día siguiente de la presentación del canal, se revelaron más detalles de su programación inicial, la cual incluiría, además de los espacios noticiosos y para niños mencionados en la presentación, programas de entretenimiento variado y una barra de series de drama de Corea del Sur. Al finalizar la presentación, se prometió que el inicio de transmisiones del canal sería el 31 de octubre de 2019 a las 22:00 horas, solo 2 horas antes de terminar el mes de octubre con lo que se cumpliría con lo dicho por Francisco de Jesús Aguirre Gómez meses atrás.

### La Octava

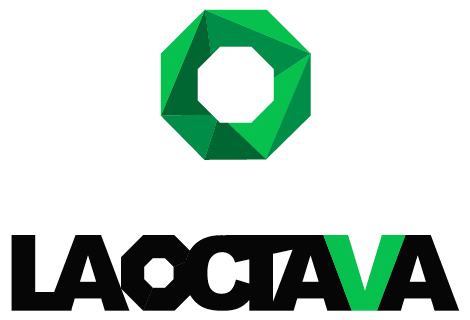
Logo original de La Octava. Posteriormente se dejó de utilizar el octágono.

El canal inició transmisiones de manera oficial el 31 de octubre con su noticiero principal, La Octava Luna. Su programación inicial consistió principalmente de programas noticiosos y crítica política y social. Los colaboradores iniciales de La Octava provenían de los llamados «medios alternativos» (YouTube, blogs y otras redes sociales) para competir con los medios tradicionales. Entre sus colaboradores se encontraron Julio Hernández López “Astillero”, Ignacio Rodríguez Reyna, Vicente Serrano, Arturo Lechuga Lozano y el grupo conocido como «Los Supercívicos» de Arturo Hernández. Su programación de entretenimiento consistió de programas producidos por Radio Centro con algunas de sus personalidades de radio; estos programas incluyeron mini conciertos, entrevistas y reportajes en los barrios de la Ciudad de México. Sin embargo, los programas producidos por Africam Safari y dramas coreanos anunciados en la presentación del canal y constantemente en los primeros días de transmisiones, nunca fueron emitidos. 
El canal fue criticado por tener una línea editorial a favor del gobierno del presidente Andrés Manuel López Obrador; sus principales comunicadores eran conocidos promotores de las acciones del gobierno en turno, o bien, críticos de los gobiernos anteriores.
Los problemas entre la televisora y los principales colaboradores empezaron a los pocos días del inicio del canal. En noviembre, el director de investigación de Radio Centro, Ignacio Rodríguez Reyna, renunció debido a falta de recursos. En diciembre, el colaborador de Vicente Serrano, Arturo Lechuga Lozano, Youtuber conocido como «El Mariachi Ninja», renunció al proyecto debido a diferencias laborales y editoriales. A esta renuncia le seguiría la sorpresiva renuncia de Vicente Serrano, el 22 de enero de 2020, denunciando censura y control editorial por parte de la dirección de La Octava.
Sin embargo, con los problemas entre los colaboradores y una mala producción y dirección de programación con cambios constantes y erráticos en la programación, incluyendo la salida de su noticiero estelar, La Octava Luna, el canal se posicionaba de manera constante en el gusto del público.
Esta primera etapa de La Octava concluyó el 20 de marzo de 2020 con la salida de Julio "Astillero", quien había sido nombrado director editorial del canal tras el término del noticiero La Octava Luna que conducía el periodista. A su salida, se formó un consejo editorial con el director general del canal, Juan Aguirre Abdó, y los periodistas Álvaro Delgado, Alejandro Páez Varela y Ricardo Raphael, quienes eliminarían los programas de entretenimiento producidos en ese momento y establecerían una programación más consistente en cuanto horarios y contenidos. Se firmaron acuerdos con la televisora alemana Deutsche Welle para llenar los espacios dejados por los programas y repeticiones de los noticieros que disminuyeron a lo largo del día. La programación de este medio alemán se mantendría hasta el final del proyecto.
Durante esta segunda etapa, el canal expandió su cobertura aprovechando la situación de algunas estaciones que estaban afiliadas a Televisa. Al perder la programación de Canal 9 de Televisa, la estación XHBO-TDT, Oaxaca TV, se afilió con La Octava para retransmitir algunos de sus programas a principios de 2020.
Por motivos similares, la estación XEDK-TDT, después de terminar anticipadamente su contrato con Televisa para retransmitir la cadena NU9VE, el 29 de octubre de 2020 la estación se convirtió en el primer retransmisor de tiempo completo del canal.
Para 2021, Juan Aguirre Abdó implemento una estrategia para el crecimiento del canal con nuevos programas, contenidos y contrataciones para sus noticieros. Uno de los primeros programas fue La Z TV, programa que llevó a la televisión parte de la programación de su concepto de radio, La Z, el cual consiste principalmente en la emisión de música grupera. También, en febrero del mismo año, la estación cambiaría de concesionario, dejaría de ser de Francisco de Jesús Aguirre Gómez para ser cedido a la filial de Radio Centro, La Octava Contenidos, S.A. de C.V., con lo que el grupo y Juan Aguirre Abdó tomarían el control total del canal.  También destacaron los programas Fernanda de Noche con Fernanda Tapia y La Octava de Parranda con Jorge Muñiz, ambos, programas nocturnos de entrevistas que tuvieron temporadas breves.
Como parte de la estrategia mencionada, el primero de marzo de 2021, se integró a la programación la emisión de Aristegui Noticias, de la periodista Carmen Aristegui, que era una de las periodistas más críticas de los gobiernos de Felipe Calderón y Enrique Peña Nieto. También se estrenó el primer y único reality show del canal: Influencer Camp. Este programa, similar a emisiones como Survivor y Exatlón, llevaría personalidades de redes sociales como YouTube y TikTok como participantes. En abril de 2021, Los Periodistas, conducido por Álvaro Delgado y Alejandro Páez Varela, sale del aire debido a que ambos renunciaron a Radio Centro. Sus conductores continuarían con este programa a través del medio SinEmbargo y su canal de YouTube.
El 18 de febrero de 2022, La Octava Contenidos solicitó el acceso a la multiprogramación para que una filial de Radio Centro, Rocky Medios, S.A. de C.V., opere la señal del subcanal 8.2, para aumentar la oferta de contenidos de la estación. Días más tarde, el 23 de febrero de 2022, el IFT aprobó en sesión el acceso a la multiprogramación de La Octava Contenidos para ofrecer la programación de La Octava a través de los canales de Canal 13 de Albavisión. Sin embargo, también es por estas fechas que La Octava perdió a su primer retransmisor, XEDK-TDT, al ser comprada precisamente por su nuevo aliado, Albavisión, para la transmisión de su canal de televisión. Meses antes, también ya había perdido a su primera afiliada en Oaxaca al cambiarse la afiliación de XHBO-TDT a Canal 6 de Multimedios.
El primero de abril de 2022, se anunció un cambio radical de estrategia por parte de Grupo Radio Centro, con lo que se abandonaría la programación noticiosa por una de entretenimiento, siendo muy notoria la salida del noticiero de Carmen Aristegui de la televisión ya que su ingreso fue anunciado con bombo y platillo un año antes y había sido también una de las personalidades que presentó y apoyó el proyecto en el evento (upfront, como lo llamo Radio Centro) de 2019. Sin embargo, Aristegui Noticias, junto con los programas del canal, En Contexto, El Octágono y otros espacios noticiosos, seguirían transmitiéndose a través de las plataformas restantes de La Octava (radio e internet). No fue así con el programa Los Periodistas, conducido por Álvaro Delgado y Alejandro Páez Varela, quienes renunciaron a Radio Centro después del anuncio del cambio de dirección del proyecto. Sus conductores continuarían con este programa a través del medio SinEmbargo y su canal de YouTube.
Antes de este anuncio, varios medios ya reportaban problemas económicos en Radio Centro, una posible venta del canal y que también la salida de Carmen Aristegui obedecía a un intento de censura ya que la periodista se había convertido en los meses recientes en una de las mayores críticas del gobierno de Andrés Manuel López Obrador tras sus múltiples declaraciones en contra de medios y periodistas que criticaban su gobierno y el estilo de vida de los hijos del presidente en el extranjero.
El 2 de abril, comenzó la tercera y última etapa de La Octava Televisión. Aunque se dijo que se enfocaría 100% en el entretenimiento, no solo la programación noticiosa dejó de emitirse, también los programas La Z TV e Influencer Camp terminaron y fueron reemplazados por películas de la filmoteca del Instituto Mexicano de Cinematografía (IMCINE), organismo estatal con el cual se había convenido desde 2021 la transmisión de contenidos. Desde esa fecha, la programación consistió de 3 bloques: programación de la televisora DW por las mañanas, maratones vespertinos de películas del IMCINE e infomerciales después de media noche. En medio de estos cambios, el 6 de abril, el IFT aprobó la solicitud de acceso a la multiprogramación para transmitir a través del canal 8.2, el canal Free TV, servicio OTT gratuito en español ofrecido por la compañía Olympusat, Inc., ubicada en Florida, Estados Unidos.
El primero de junio de 2022, la Bolsa Mexicana de Valores suspendió temporalmente la cotización de las acciones de Grupo Radio Centro por no entregar los reportes financieros de 2021 y 2022. Junto con esta noticia, otros medios también reportaron que Grupo Radio Centro se encontraría en medio de la negociación de la venta de varias de sus concesiones de telecomunicación, entre las que se encontrarían XEJP-FM, Stereo Joya, y las dos que formaban parte del proyecto de La Octava: XHRED-FM 88.1 MHz y XHFAMX-TDT. Con respecto a la estación de televisión, se reportó que GRC estaba ofreciendo el canal a su aliado, Albavisión, y sus rivales en la Ciudad de México, Grupo Imagen, MVS y Grupo Andrade, matriz de El Heraldo de México. Finalmente, el 9 de junio de 2022, Radio Centro y Heraldo Media Group, en un comunicado de prensa anunciaron una "alianza estratégica" en la que el último transmitiría su canal Heraldo Televisión por el 8.1, que adquirió de manera definitiva el canal y que Grupo Radio Centro continuaría con su programación de entretenimiento a través del canal 8.2.
La Octava Televisión terminó sus transmisiones al final del 12 de junio de 2022.

### Heraldo Media Group
El 13 de junio de 2022, a las 00:00 horas, Grupo Radio Centro deja de administrar la estación y comienza la administración por parte de Heraldo Media Group.  
Desde ese momento, Heraldo Televisión comienza sus transmisiones a través del canal 8.1. La señal de este canal ya había entrado a la televisión abierta de la Ciudad de México a través de la estación XHTRES-TDT, del primero de febrero de 2020 hasta el 6 de mayo de 2022, fecha en la que la estación salió del aire definitivamente al haberse incumplido el pago de la renovación de la concesión por parte del propietario del canal, Grupo Imagen. Es un canal con contenidos informativos, de crítica y de entretenimiento como lo fue La Octava. En el tiempo que ambas señales competían por las audiencias del Valle de México, se le consideró como el opuesto a este último por su ideología política.
Días después, el 16 de junio de 2022, el IFT publicó la renuncia a la multiprogramación de la estación XHFAMX-TDT, sin embargo, un mes después se volvería a solicitar el acceso a la multiprogramación (con la modificación para el reemplazo de La Octava). Así, el 1 de agosto de 2022, a las 06:00 horas, inició transmisiones el canal Free TV a través del canal 8.2, cumpliéndose lo acordado con Heraldo Media Group. El canal transmite contenidos de entretenimiento de la plataforma OTT gratuita, al mismo tiempo que la promueve tanto con el contenido como con anuncios en los cortes comerciales.
El primero de septiembre de 2022, el IFT actualizó los accesos a la multiprogramación, indicando que el segundo canal multiprogramado, La Octava, se eliminó del acceso a la multiprogramación otorgada el 23 de febrero de 2022 a las estaciones de Albavisión México al perder efectos jurídicos, es decir, al ya no estar disponible la señal del canal, este ya no puede programarse en las estaciones de Canal 13, por lo que Albavisión ya no está obligada a darle el acceso de un canal multiprogramado a La Octava Contenidos, S.A. de C.V., concesionario de XHFAMX-TDT.
En noviembre de 2023, el IFT, mediante sesión del pleno, informó y aprobó un cambio para el canal 8.2, por solicitud del programador de este Rocky Medios S.A. de C.V., en el cual se menciona un cambio de nombre para el mismo, pasando de FreeTV a O Nación TV

## Multiprogramación
| Canal de transmisión | Canal virtual | Resolución | Relación de aspecto | Nombre PSIP | Programación       |
| -------------------- | ------------- | ---------- | ------------------- | ----------- | ------------------ |
| 28                   | 8.1           | 1080i      | 16:9                | XHFAMX      | Heraldo Televisión |
| 28                   | 8.2           | 480i       | 16:9                | XHFAMX      | 8.2 TV             |
| 28                   | 8.3           | 480i       | 16:9                | XHFAMX      | Unife              |
| 28                   | 8.4           | 480i       | 16:9                | XHFAMX      | Anesma             |